# Rebecca Langrehr
Rebecca Langrehr (Berlín, 4 de abril de 1998) es una deportista alemana que compite en pentatlón moderno.
Ganó dos medallas en el Campeonato Mundial de Pentatlón Moderno, en los años 2018 y 2021, y una medalla de plata en el Campeonato Europeo de Pentatlón Moderno de 2024.

## Medallero internacional
| Campeonato Mundial | Campeonato Mundial        | Campeonato Mundial | Campeonato Mundial |
| Año                | Lugar                     | Medalla            | Competición        |
| ------------------ | ------------------------- | ------------------ | ------------------ |
| 2018               | Ciudad de México (México) | Medalla de oro     | Relevo mixto       |
| 2021               | El Cairo (Egipto)         | Medalla de bronce  | Relevo mixto       |
| Campeonato Europeo |                           |                    |                    |
| Año                | Lugar                     | Medalla            | Competición        |
| 2024               | Budapest (Hungría)        | Medalla de plata   | Relevo             |